# Eloge Enza-Yamissi
Eloge Ethisse Enza-Yamissi (Bangui, 23 gennaio 1983) è un ex calciatore centrafricano, di ruolo difensore.

## Biografia
È fratello di Manassé Enza-Yamissi.

## Carriera

### Giocatore

#### Club
Gioca dal 2001 al 2002 al La Roche. Nel 2002 si trasferisce all'Olympique Alès. Nel 2003 passa al Nîmes. Nel 2005 viene acquistato dal Troyes, in cui milita fino al 2013. Nel 2013 si trasferisce al Valenciennes.

#### Nazionale
Debutta in Nazionale il 4 settembre 2010, in Marocco-Repubblica Centrafricana. Mette a segno la sua prima rete con la maglia della Nazionale il 5 giugno 2016, in Repubblica Centrafricana-Angola.

### Allenatore
Nel 2024 ha ricoperto il ruolo di commissario tecnico ad interim della Repubblica Centrafricana.